# Hausen (Eichsfeld)
Hausen é uma vila e antigo município da Alemanha localizado no distrito de Eichsfeld, estado da Turíngia.  Pertencia ao verwaltungsgemeinschaft de Eichsfelder Kessel. Desde janeiro de 2019, faz parte do município de Niederorschel.

## Demografia
Evolução da população (em 31 de dezembro):
| - 1994 - 416 - 1995 - 427 - 1996 - 447 - 1997 - 468 | - 1998 - 464 - 1999 - 479 - 2000 - 480 - 2001 - 469 | - 2002 - 472 - 2003 - 464 - 2004 - 475 - 2005 - 467 |

Fonte: Datenquelle - Thüringer Landesamt für Statistik